# Divisibilidad
En matemáticas, concretamente en aritmética, se dice que un número entero b es divisible entre otro entero a (distinto de cero) si al dividir {\displaystyle b} entre {\displaystyle a} el resto es cero o, dicho simbólicamente, {\displaystyle b{\bmod {a}}=0}.
Se suele expresar de la forma {\displaystyle a\mid b}, que se lee: «a divide a b», o «a es un divisor de b» o también «b es múltiplo de a». Por ejemplo, 6 es divisible entre 3, ya que 3×2=6; pero 6 no es divisible entre 4, pues no existe un entero {\displaystyle c} tal que {\displaystyle 4\times c=6}; es decir que el resto de la división euclídea (entera) de 6 entre 4 no es cero.
Cualquier número natural es divisible entre 1 y entre sí mismo. Los números mayores que 1 que no admiten más que estos dos divisores se llaman números primos. Los que admiten más de dos divisores se llaman números compuestos.

## Definición
El número entero {\displaystyle a} es divisible entre el número entero {\displaystyle b\neq 0} (o lo que es lo mismo, b divide a a) si hay un número {\displaystyle q} entero, tal que {\displaystyle a=b\cdot q}. 
Este hecho se denomina divisibilidad del número entero {\displaystyle a} por el número entero {\displaystyle b} y se denota por {\displaystyle b|a}; que no es otra cosa que una afirmación entre los números enteros, que, en un contexto concreto, puede ser cierta o no. Por ejemplo {\displaystyle 3|12} es cierta; sin embargo,  {\displaystyle 3|17} no es cierta. Si {\displaystyle b} no es divisor de {\displaystyle a} se escribe {\displaystyle b\nmid a}. Nótese que  {\displaystyle 0\nmid a} para todo {\displaystyle a} distinto de cero, pues {\displaystyle \not \exists k\in \mathbb {Z} {\text{ tal que }}a=0\cdot k{\text{ si }}a\neq 0}.

## Factor o divisor propio
Se denomina factor o divisor propio de un número entero n, a otro número también entero que es divisor de n, pero diferente de  n. El divisor  n es  denominado impropio.
Por ejemplo, los divisores propios de 28 son 1, 2, 4, 7 y 14. Cuando se toman en cuenta enteros negativos, un divisor propio es aquel cuyo valor absoluto es menor que el número dado. En este caso, los divisores propios serían -14, -7, -4, -2, -1, 1, 2, 4, 7, 14.
Casos especiales: 1 y -1 son factores triviales de todos los enteros, y cada entero es divisor de 0. Los números divisibles por 2 son llamados pares y los que no lo son se llaman impares.
Si d es un divisor de a y el único divisor que admite d es 1 y él mismo, se llama divisor primo de a. De hecho es un número primo. El 1 es el único entero que tiene un solo divisor positivo.

## Propiedades[5]
Sean {\displaystyle a,b,c\in \mathbb {Z} }, es decir {\displaystyle \ a}, {\displaystyle \ b} y {\displaystyle \ c} son números enteros. Se dan las propiedades básicas:
- Si {\displaystyle a\neq 0} entonces {\displaystyle a\mid a} (Propiedad reflexiva).
- si {\displaystyle a\mid b} y {\displaystyle b\mid a} entonces {\displaystyle |a|=|b|} . Son iguales o bien uno es el opuesto del otro.
- Cuando {\displaystyle a\mid b} y {\displaystyle b\mid c}, entonces {\displaystyle a\mid c} (Propiedad transitiva).
- Si {\displaystyle a\mid b} y {\displaystyle b\neq 0}, entonces {\displaystyle |a|\leq |b|}.
- {\displaystyle a\mid b} y {\displaystyle a\mid c}, implica {\displaystyle a\mid \beta b+\gamma c\ \ \forall \ \beta ,\gamma \in \mathbb {Z} }. Divisor de  la combinación lineal.
- {\displaystyle a\mid b} y {\displaystyle a\mid c}, implica {\displaystyle a\mid \theta b^{k}+\kappa c^{j}\ \ \forall \ \theta ,\kappa ,k,j\in \mathbb {Z} }. Divisor de  la combinación lineal de potencias.[6]
- Si {\displaystyle a\mid b} y {\displaystyle a\mid b\pm \ c}, entonces {\displaystyle a\mid c}.
- De {\displaystyle a\mid b} y {\displaystyle a\neq 0}, se deduce {\displaystyle {\frac {b}{a}}\mid b}. Divisores conjugados.
- Para {\displaystyle c\neq 0}, {\displaystyle a\mid b} si y solo si {\displaystyle ac\mid bc}.
- Si {\displaystyle a\mid bc} y {\displaystyle \ \operatorname {mcd} (a,b)=1}, entonces {\displaystyle a\mid c}.
- Cuando {\displaystyle \ \operatorname {mcd} (a,b)=1} y {\displaystyle \ c} cumple que {\displaystyle a\mid c} y {\displaystyle b\mid c}, entonces {\displaystyle ab\mid c}.
- {\displaystyle n\mid 0} y {\displaystyle 1\mid n} para todo {\displaystyle \ n} entero ya que {\displaystyle 0=0\cdot n} y {\displaystyle n=n\cdot 1}.
- {\displaystyle 1\mid \operatorname {mcd} (a,b)\mid a\mid \operatorname {mcm} (a,b)\mid 0} .
- abcd es divisible entre n-1 si y solo si a+b+c+d es múltiplo de (n-1), siempre que abcd esté escrito en la base n, (n≥ 3 ).[7]
- Si mcd(a,b) = 1 no cabe ak = bh para cualesquiera h, k números enteros positivos; potencias de coprimos no son iguales en ningún caso.[8]
- En cualquier sistema de numeración, para chequear si n es múltiplo de h, divisor de la base, basta analizar la última cifra de n. Así, en la numeración decimal, para saber si n es múltiplo de 5, basta ver si la última cifra es 5 o 0. En la base 12, para saber si n es divisible entre 6, basta ver si termina en 6 o 0. En el sistema hexadecimal, para chequear si n es múltiplo de 4 basta ver que termina en uno de estos dígitos: 0, 4, 8.

### Número de divisores
Si la factorización en números primos de n viene dada por
{\displaystyle n=p_{1}^{\nu _{1}}\,p_{2}^{\nu _{2}}\cdots p_{k}^{\nu _{k}}}
entonces el número de divisores positivos de n es
{\displaystyle d(n)=(\nu _{1}+1)(\nu _{2}+1)\cdots (\nu _{k}+1),}
y cada uno de los divisores tiene la forma
{\displaystyle p_{1}^{\mu _{1}}\,p_{2}^{\mu _{2}}\cdots p_{k}^{\mu _{k}}}
donde {\displaystyle 0\leq \mu _{i}\leq \nu _{i}} para cada {\displaystyle 1\leq i\leq k.}

## Reglas de divisibilidad
Una regla de divisibilidad es una forma rápida y útil de determinar si un número entero dado es divisible por otro entero sin realizar la división, generalmente examinando sus dígitos. 
Las siguientes reglas solo funcionan para números decimales o en base 10. Martin Gardner explicó y popularizó estas reglas en su columna de “Juegos Matemáticos” de septiembre de 1962 en la revista Scientific American.
| Número | Criterio | Ejemplo |
| ------ | --- | --- |
| 1      | Todos los números son divisibles por 1. | 659,956,369, porque todos los números son divisibles por 1. |
| 2      | El número termina en una cifra par (0, 2, 4, 6, 8). | 378: porque la última cifra (8) es par. |
| 3      | La suma de sus cifras es un múltiplo de 3. | 480: porque 4+8+0 =12 es múltiplo de 3. |
| 4      | Sus últimos dos dígitos son 0 o un múltiplo de 4. | 300 y 516 son divisibles entre 4 porque terminan en 00 y en 16, respectivamente, siendo este último un múltiplo de 4 (16=4*4). |
| 5      | La última cifra es 0 o 5. | 485: porque termina en 5. |
| 6      | Es divisible entre 2 y 3. | 912: porque es par y 9+1+2=12 es múltiplo de 3 |
| 7      | Un número es divisible entre 7 cuando, al separar la última cifra de la derecha, multiplicarla por 2 y restarla de las cifras restantes la diferencia es igual a 0 o es un múltiplo de 7.                                           | 34349: separamos el 9, y lo duplicamos (18), entonces 3434-18=3416. Repetimos el proceso separando el 6 (341'6) y duplicándolo (12), entonces 341-12=329, Nuevamente, separamos el 9 (32'9) y duplicándolo (18), entonces 32-18=14. Finalmente, 34349 es divisible entre 7 porque 14 es múltiplo de 7. |
| 7      | Si la suma de la multiplicación de los números por la serie 2,3,1,-2,-3,-1... da 0 o un múltiplo de 7. | 34349: [(2*3)+(3*4)+(1*3)-(2*4)-(3*9)]= 6+12+3-8-27 = -14. |
| 8      | Para saber si un número es divisible entre 8 hay que comprobar que sus tres últimas cifras sean divisibles entre 8. Si sus tres últimas cifras son divisibles entre 8 entonces el número también es divisible entre 8.              | 571,328 es divisible por 8 ya que sus últimas tres cifras (328). Examinar la divisibilidad solo de 328: 328/8=41. |
| 9      | Un número es divisible por 9 cuando al sumar todas sus cifras el resultado es múltiplo de 9. | 504: 5+0+4=9 y como 9 es múltiplo de 9 504 es divisible por 9. 5346: 5+3+4+6=18 y como 18 es múltiplo de 9, 5346 es divisible por 9. |
| 10     | La última cifra es 0. | 4680: porque termina en 0 |
| 11     | Si el número tiene solo dos dígitos y estas son iguales será múltiplo de 11. | 44: Los dos dígitos son iguales. |
| 11     | Sumando las cifras (del número) en posición impar por un lado y las de posición par por otro. Luego se resta el resultado de ambas sumas obtenidas. Si el resultado es cero o un múltiplo de 11, el número es divisible entre este. | 42702: 4+7+2=13 · 2+0=2 · 13-2=11 → 42702 es múltiplo de 11. 66: porque las dos cifras son iguales. Entonces 66 es múltiplo de 11. |
| 12     | Es divisible entre 3 y 4 | 900: porque 9 = 3+3+3 lo que lo hace divisible para 3 y 00 (sus últimas 2 cifras) son múltiplos de 4 porque 4x0 = 00 |
| 13     | Un número es divisible entre 13 cuando, al separar la última cifra de la derecha, multiplicarla por 9 y restarla de las cifras restantes la diferencia es igual a 0 o es un múltiplo de 13                                          | 3822: separamos el último dos (382'2) y lo multiplicamos por 9, 2×9=18, entonces 382-18=364. Repetimos el proceso separando el 4 (36'4) y multiplicándolo por 9, 4×9=36, entonces 36-36=0; por lo tanto, 3822 es divisible entre 13.                                                                   |
| 14     | Un número es divisible entre 14 cuando es par y divisible entre 7 | 546: separamos el último seis (54'6) y lo doblamos, 6×2=12, entonces 54-12=42. 42 es múltiplo de 7 y 546 es par; por lo tanto, 546 es divisible entre 14. |
| 15     | Un número es divisible entre 15 cuando es divisible entre 3 y 5 | 225: termina en 5 y la suma de sus cifras es múltiplo de 3; por lo tanto, 225 es divisible entre 15. |
| 17     | Un número es divisible entre 17 cuando, al separar la última cifra de la derecha, multiplicarla por 5 y restarla de las cifras restantes la diferencia es igual a 0 o es un múltiplo de 17                                          | 2142: porque 214'2, 2*5=10, entonces 214-10=204, de nuevo, 20'4, 4*5=20, entonces 20-20=0; por lo tanto, 2142 es divisible entre 17. |
| 18     | Un número es divisible entre 18 si es par y divisible entre 9 (Si es par y además la suma de sus cifras es múltiplo de 9) | 9702: Es par y la suma de sus cifras: 9+7+0+2=18 que también es divisible entre 9. Y efectivamente, si hacemos la división entre 18, obtendremos que el resto es 0 y el cociente 539. |
| 19     | Un número es divisible entre 19 si al separar la cifra de las unidades, multiplicarla por 2 y sumar a las cifras restantes el resultado es múltiplo de 19.                                                                          | 3401: separamos el 1, lo doblamos (2) y sumamos 340+2= 342, ahora separamos el 2, lo doblamos (4) y sumamos 34+4=38 que es múltiplo de 19, luego 3401 también lo es. |
| 20     | Un número es divisible entre 20 si sus dos últimas cifras son ceros o múltiplos de 20. Cualquier número par que tenga uno o más ceros a la derecha, es múltiplo de 20.                                                              | 57860: Sus 2 últimas cifras son 60 (Que es divisible entre 20), por lo tanto 57860 es divisible entre 20. |
| 21     | Restar el doble de la última cifra del resto del número da como resultado un múltiplo de 21. | 168: 16 − 8 × 2 = 0. |
| 21     | Es divisible por 4 y 5. | 480: Es divisible por 4 ya que 80 es múltiplo de 4 y es divisible por 5 porque termina en 0. Por lo tanto, es divisible por 21. |
| 23     | Un número es divisible entre 23 si al separar la cifra de las unidades, multiplicar por 7 y sumar las cifras restantes el resultado es múltiplo de 23.                                                                              | 253: separamos el 3, lo multiplicamos por 7 y sumamos 25+21= 46, 46 es múltiplo de 23 así que es divisible entre 23. |
| 24     | Un número es divisible por 24 si es divisible por 3 y 8. | 552: Es divisible por 3 y 8. |
| 25     | Un número es divisible entre 25 si sus dos últimas cifras son 00, o en múltiplo de 25 (25,50,75,...) | 650: Es múltiplo de 25 por lo cual es divisible. 400 también será divisible entre 25. |
| 26     | Un número es divisible por 26 si es divisible por 2 y 13. | 156: Es divisible por 2 y 13. |
| 27     | Un número es divisible entre 27, si al dividirlo entre 3 da un cociente exacto que es divisible de 9. | 11745: Entre 3, cociente =3915; cuyas cifras suman 18, luego 11745 es divisible entre 27. |
| 29     | Un número es divisible entre 29 si al separar la cifra de las unidades, multiplicarla por 3 y sumar a las cifras restantes el resultado es múltiplo de 29.                                                                          | 2262: separamos el último 2, lo triplicamos (6) y sumamos, 226+6= 232, ahora separamos el último 2, lo triplicamos (6) y sumamos 23+6=29 que es múltiplo de 29, luego 2262 también lo es. |
| 31     | Un número es divisible entre 31 si al separar la cifra de las unidades, multiplicarla por 3 y restar a las cifras restantes el resultado es múltiplo de 31.                                                                         | 8618: separamos el 8, lo triplicamos (24) y restamos 861-24=837, ahora separamos el 7, lo triplicamos (21) y restamos, 83-21=62 que es múltiplo de 31, luego 8618 también lo es. |
| 50     | Un número es múltiplo de 50 cuando sus dos últimas cifras son 00 o 50. | 123450: sería divisible entre 50 porque termina en 50. |
| 100    | Un número será divisible entre 100 si dicho número termina en 00. | 1000: Este número será divisible entre cien ya que sus dos últimas cifras son 00, independientemente de las demás. |
| 125    | Un número será divisible entre 125 si termina en 000, 125, 250, 375, 500, 625, 750 o 875. | 3000: Sería divisible entre 125 ya que sus tres últimas cifras son 000. 4250: Este número también sería divisible entre 125 ya que termina en 250. |

### Observación
Todos los criterios señalados funcionan si el número está escrito en el sistema de numeración decimal. En otra base no siempre ocurre así. Pues 1027, escrito en base 7, termina en cifra par, pero no es divisible entre 2. En este caso se suman las cifras 1+2=3; 3=1 (Mód 2), luego 1027 es impar (en decimal es 72+2=51).

## Otros contextos
La divisibilidad es posible tratar dentro de las propiedades aritméticas de los
- Enteros gaussianos[12]
- Enteros algebraicos[13]
- Polinomios en una indeterminada con coeficientes enteros
- Números enteros pares
- Números de Fibonacci
- Anillos cuadráticos[14]